# 马雷伊勒吉永
马雷伊勒吉永（法語：Mareil-le-Guyon，法語發音：[maʁɛj lə ɡɥijɔ̃]）是法国中北部法兰西岛大区伊夫林省的一个市镇，属于朗布依埃区。 

## 地理
马雷伊勒吉永（48°47'23"N, 1°50'50"E）面积4 平方千米，位于法国法蘭西島大區伊夫林省，该省份为法国北部内陆省份，北起瓦兹河谷省，西接厄尔省，西南接厄尔-卢瓦省，东南接埃松省，东临上塞纳省。
与马雷伊勒吉永接壤的市镇（或旧市镇、城区）包括：吉约讷河畔巴佐什、梅雷、旧诺夫勒。

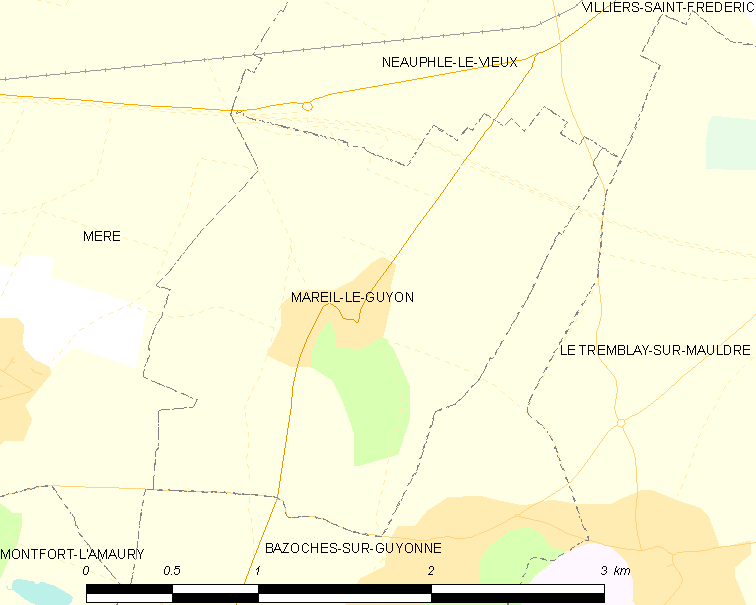
马雷伊勒吉永的OSM定位图

马雷伊勒吉永的时区为UTC+01:00、UTC+02:00（夏令时）。

## 行政
马雷伊勒吉永的邮政编码为78490，INSEE市镇编码为78366。

## 政治
马雷伊勒吉永所属的省级选区为欧贝让维尔县。

## 人口

1962-2008年间马雷伊勒吉永人口变化图示

马雷伊勒吉永于2022年1月1日时的人口数量为413人。